# 4198 Panthera
4198 Panthera eller 1983 CK1 är en asteroid i huvudbältet som upptäcktes den 11 februari 1983 av den amerikanske astronomen Norman G. Thomas vid Anderson Mesa Station. Den har fått sitt namn efter det latinska namnet på kattdjuret Panthera.
Asteroiden har en diameter på ungefär 12 kilometer och den tillhör asteroidgruppen Themis.